# Вестервік

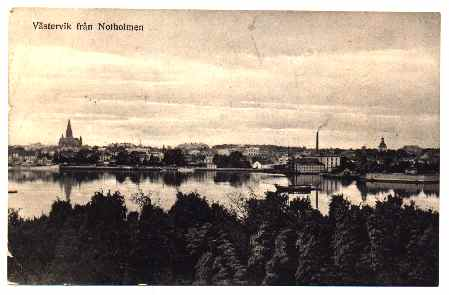
Вестервік близько 1900 року

Вестервік — місто та адміністративний центр комуни Вестервік, лен Кальмар, Швеція, з 21 140 жителями (2010). Вестервік — одне з трьох достатньо великих за населенням прибережних міст в ландскапі Смоланд.

## Клімат

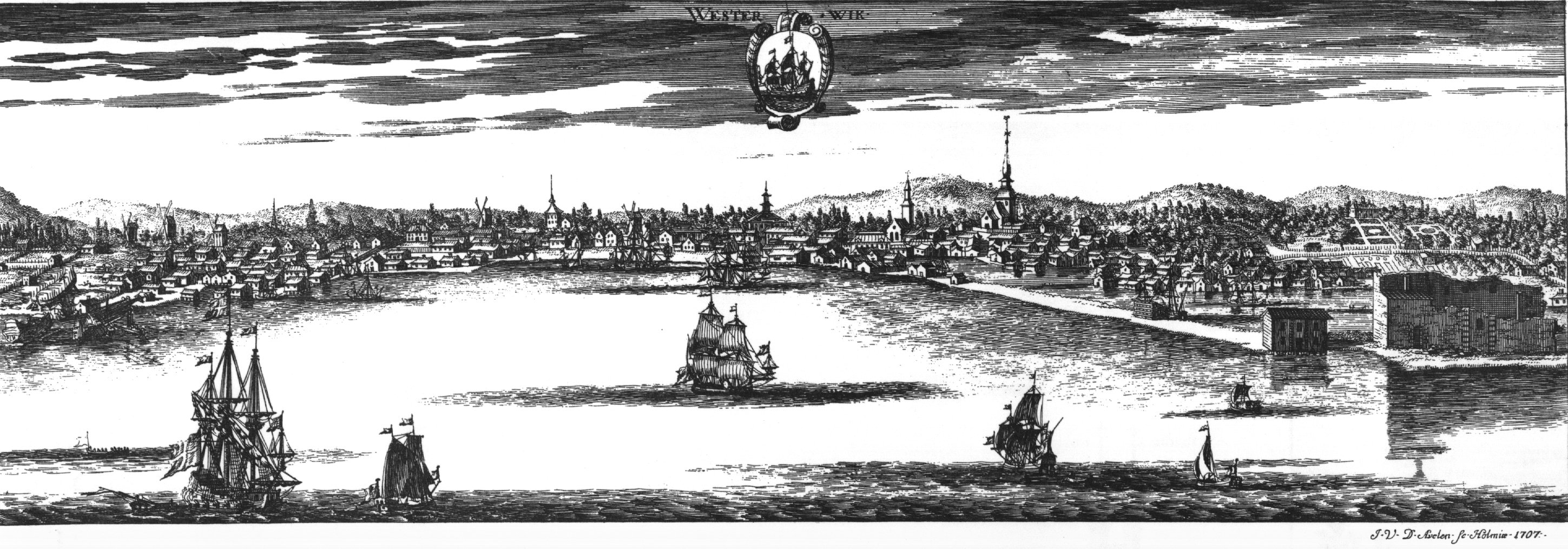
Вестервік в книзі «Швеція давня і сучасна»

Вестервік має пів-континентальний тип морського клімату, з великими відмінностями між сезонами, але з зимою, яка більш м'яка, ніж це трапляється для звичайного вологого континентального клімату. Основна метеорологічна станція в районі знаходиться в Гладгаммарі, в 10 км на захід від Вестервіка.
| Клімат Гладгаммар 2002-2016 для температур; Вестервік 1961-1990 для опадів | Клімат Гладгаммар 2002-2016 для температур; Вестервік 1961-1990 для опадів | Клімат Гладгаммар 2002-2016 для температур; Вестервік 1961-1990 для опадів | Клімат Гладгаммар 2002-2016 для температур; Вестервік 1961-1990 для опадів | Клімат Гладгаммар 2002-2016 для температур; Вестервік 1961-1990 для опадів | Клімат Гладгаммар 2002-2016 для температур; Вестервік 1961-1990 для опадів | Клімат Гладгаммар 2002-2016 для температур; Вестервік 1961-1990 для опадів | Клімат Гладгаммар 2002-2016 для температур; Вестервік 1961-1990 для опадів | Клімат Гладгаммар 2002-2016 для температур; Вестервік 1961-1990 для опадів | Клімат Гладгаммар 2002-2016 для температур; Вестервік 1961-1990 для опадів | Клімат Гладгаммар 2002-2016 для температур; Вестервік 1961-1990 для опадів | Клімат Гладгаммар 2002-2016 для температур; Вестервік 1961-1990 для опадів | Клімат Гладгаммар 2002-2016 для температур; Вестервік 1961-1990 для опадів | Клімат Гладгаммар 2002-2016 для температур; Вестервік 1961-1990 для опадів |
| Показник                                                                   | Січ.                                                                       | Лют.                                                                       | Бер.                                                                       | Квіт.                                                                      | Трав.                                                                      | Черв.                                                                      | Лип.                                                                       | Серп.                                                                      | Вер.                                                                       | Жовт.                                                                      | Лист.                                                                      | Груд.                                                                      | Рік                                                                        |
| Абсолютний максимум, °C                                                    | 12,1                                                                       | 16,5                                                                       | 21,8                                                                       | 26,8                                                                       | 29,0                                                                       | 33,2                                                                       | 34,0                                                                       | 33,6                                                                       | 28,3                                                                       | 24,0                                                                       | 15,4                                                                       | 13,6                                                                       | 34,0                                                                       |
| Середній максимум, °C                                                      | 1,2                                                                        | 2,2                                                                        | 5,8                                                                        | 11,7                                                                       | 16,6                                                                       | 20,6                                                                       | 23,3                                                                       | 22,1                                                                       | 18,3                                                                       | 11,2                                                                       | 6,4                                                                        | 3,0                                                                        | 11,9                                                                       |
| Середня температура, °C                                                    | −1,5                                                                       | −0,9                                                                       | 1,6                                                                        | 6,2                                                                        | 10,9                                                                       | 14,8                                                                       | 17,8                                                                       | 16,8                                                                       | 13,3                                                                       | 7,5                                                                        | 3,7                                                                        | 0,4                                                                        | 7,6                                                                        |
| Середній мінімум, °C                                                       | −4,1                                                                       | −4                                                                         | −2,6                                                                       | 0,7                                                                        | 5,1                                                                        | 9,0                                                                        | 12,3                                                                       | 11,4                                                                       | 8,2                                                                        | 3,8                                                                        | 1,0                                                                        | −2,2                                                                       | 3,2                                                                        |
| Абсолютний мінімум, °C                                                     | −31,4                                                                      | −33,1                                                                      | −26,5                                                                      | −15,3                                                                      | −4,5                                                                       | −0,1                                                                       | 4,5                                                                        | 2,1                                                                        | −4                                                                         | −10,2                                                                      | −13,8                                                                      | −25,8                                                                      | −33,1                                                                      |
| Норма опадів, мм                                                           | 42.0                                                                       | 30.7                                                                       | 32.4                                                                       | 36.0                                                                       | 43.3                                                                       | 45.1                                                                       | 67.6                                                                       | 49.4                                                                       | 59.9                                                                       | 45.9                                                                       | 53.1                                                                       | 50.8                                                                       | 559.5                                                                      |
| -------------------------------------------------------------------------- | -------------------------------------------------------------------------- | -------------------------------------------------------------------------- | -------------------------------------------------------------------------- | -------------------------------------------------------------------------- | -------------------------------------------------------------------------- | -------------------------------------------------------------------------- | -------------------------------------------------------------------------- | -------------------------------------------------------------------------- | -------------------------------------------------------------------------- | -------------------------------------------------------------------------- | -------------------------------------------------------------------------- | -------------------------------------------------------------------------- | -------------------------------------------------------------------------- |

## Відпочинок
Вестервік є популярним серед яхтсменів, кемперів, туристів та колишніх жителів, що іноді повертаються сюди. Місто переживає щорічне відродження в липні.
Вестервік пропонує поле для діяльності на відкритому повітрі для сходження, катання на каное та вітрильних яхтах, або відвідування островів. Бйорн Ульвеус, член поп-групи ABBA, що виріс у Вестервіку, побудував комплекс, що складається з готелів, ресторанів і апартаментів у затоці біля замку Стегехольм.

## Видатні особистості
- Еллен Кей — шведська громадська діячка, письменниця, публіцист, феміністка, педагог.
- Бйорн Ульвеус — шведський музикант, композитор, автор пісень, гітарист, колишній член поп-гурту ABBA.
- Стефан Едберг — шведський тенісист.